# Andrejs Rastorgujevs
Andrejs Rastorgujevs (Alūksne, 27 de mayo de 1988) es un deportista letón que compite en biatlón.
Ganó una medalla de plata en el Campeonato Mundial de Biatlón de 2024 y siete medallas en el Campeonato Europeo de Biatlón entre los años 2011 y 2021.
Participó en tres Juegos Olímpicos de Invierno, entre los años 2010 y 2018, ocupando el octavo lugar en Sochi 2014, en la prueba de persecución.

## Palmarés internacional
| Campeonato Mundial | Campeonato Mundial           | Campeonato Mundial | Campeonato Mundial |
| Año                | Lugar                        | Medalla            | Prueba             |
| ------------------ | ---------------------------- | ------------------ | ------------------ |
| 2024               | Nové Město (República Checa) | Medalla de plata   | Salida en grupo    |
| Campeonato Europeo |                              |                    |                    |
| Año                | Lugar                        | Medalla            | Prueba             |
| 2011               | Val Ridanna (Italia)         | Medalla de bronce  | Individual         |
| 2014               | Nové Město (República Checa) | Medalla de oro     | Individual         |
| 2014               | Nové Město (República Checa) | Medalla de bronce  | Velocidad          |
| 2017               | Duszniki-Zdrój (Polonia)     | Medalla de bronce  | Persecución        |
| 2018               | Val Ridanna (Italia)         | Medalla de oro     | Velocidad          |
| 2020               | Minsk-Raubichi (Bielorrusia) | Medalla de plata   | Velocidad          |
| 2021               | Duszniki-Zdrój (Polonia)     | Medalla de oro     | Individual         |